# Portogallo ai Giochi della XXX Olimpiade
Il Portogallo ha partecipato ai Giochi della XXX Olimpiade di Londra, portando un totale di 77 atleti. Il portabandiera alla cerimonia di apertura è stata la judoka dei Telma Monteiro.

## Atletica leggera
| 110 m          | João Almeida     |         |    |  |  |
| 200 m          | Arnaldo Abrantes |         |    |  |  |
| 400 m ostacoli | Jorge Paula      | 51"40   | 8  |  |  |
| 3000 siepi     | Alberto Paulo    | 8'40"74 | 12 |  |  |

| Gara         | Atleta        | Tempo    | Posizione |
| ------------ | ------------- | -------- | --------- |
| Maratona     | Luís Feiteira |          |           |
| Marcia 20 km | João Vieira   | 1 20'41" | 11        |
| Marcia 50 km | Pedro Isidro  |          |           |
| Marcia 50 km | João Vieira   |          |           |

| Gara             | Atleta       | Qualificazioni | Qualificazioni | Finale | Finale |
| Gara             | Atleta       | Misura         | Pos.           | Misura | Pos.   |
| ---------------- | ------------ | -------------- | -------------- | ------ | ------ |
| Salto triplo     | Marcos Chuva | 7,55 m         | 28             |        |        |
| Getto del peso   | Marco Fortes | 20,07 m        | 15             |        |        |
| Salto con l'asta | Edi Maia     |                |                |        |        |

| 400 m ostacoli | Vera Barbosa  | 55"22    | 3Q |  |  |
| 5000 m         | Sara Moreira  |          |    |  |  |
| 10000 m        | Sara Moreira  | 31'16"44 | 14 |  |  |
| 3000 siepi     | Clarisse Cruz | 9'30"06  | 5q |  |  |

| Gara         | Atleta          | Tempo     | Posizione |
| ------------ | --------------- | --------- | --------- |
| Maratona     | Jéssica Augusto | 2h 25'11" | 7         |
| Maratona     | Marisa Barros   | 2h 26'13" | 13        |
| Maratona     | Ana Dulce Félix | 2h 28'12" | 21        |
| Marcia 20 km | Ana Cabecinha   |           |           |
| Marcia 20 km | Vera Santos     |           |           |
| Marcia 20 km | Inês Henriques  |           |           |

| Gara                | Atleta               | Qualificazioni | Qualificazioni | Finale | Finale |
| Gara                | Atleta               | Misura         | Pos.           | Misura | Pos.   |
| ------------------- | -------------------- | -------------- | -------------- | ------ | ------ |
| Salto con l'asta    | Maria Leonor Tavares | 4,10 m         | 31             |        |        |
| Salto triplo        | Patrícia Mamona      | 14,11 m        | 13             |        |        |
| Lancio del martello | Vânia Silva          | 59,42 m        | 46             |        |        |
| Lancio del disco    | Irina Rodrigues      | 57,23 m        | 32             |        |        |

## Canoa/kayak
Uomini
| Atleta                         | Evento     | Qualificazioni | Qualificazioni | Semifinali   | Semifinali   | Finali       | Finali       |
| Atleta                         | Evento     | Tempo          | Posizione      | Tempo        | Posizione    | Tempo        | Posizione    |
| ------------------------------ | ---------- | -------------- | -------------- | ------------ | ------------ | ------------ | ------------ |
| Fernando Pimenta Emanuel Silva | K-2 200 m  | DNS            | DNS            | Non partenti | Non partenti | Non partenti | Non partenti |
| Fernando Pimenta Emanuel Silva | K-2 1000 m | 3:13.710       | 2 S            | 3:14.017     | 3 FA         | 3:09.699     |              |

Donne
| Atleta                                                          | Evento    | Qualificazioni | Qualificazioni | Semifinali | Semifinali | Finali   | Finali    |
| Atleta                                                          | Evento    | Tempo          | Posizione      | Tempo      | Posizione  | Tempo    | Posizione |
| --------------------------------------------------------------- | --------- | -------------- | -------------- | ---------- | ---------- | -------- | --------- |
| Teresa Portela                                                  | K-1 200 m | 42.673         | 3 S            | 41.562     | 3 FA       | 46.549   | 8         |
| Teresa Portela                                                  | K-1 500 m | 1:51.887       | 2 S            | 1:53.064   | 3 FB       | 1:53.597 | 11        |
| Beatriz Gomes Joana Vasconcelos                                 | K-2 500 m | 1:44.660       | 2 S            | 1:43.305   | 3 FA       | 1:44.924 | 6         |
| Beatriz Gomes Teresa Portela Helena Rodrigues Joana Vasconcelos | K-4 500 m | 1:32.785       | 2 FA           | Bye        | Bye        | 1:33.453 | 6         |

Legenda: S = Qualificato alle semifinali; FA = Qualificato alle finali; FB = Qualificato alla finale B (senza medaglia)